# Muły (powiat Augustowski)
Muły is een plaats in het Poolse district  Augustowski, woiwodschap Podlachië. De plaats maakt deel uit van de gemeente Płaska en telt 20 inwoners.